# 韦伯斯特 (南达科他州)
韦伯斯特（英語：Webster），是美国南达科他州下属的一座城市。根据2010年美国人口普查，该市有人口1,886人。2011年估计该市人口约有1,896人，年增长率为0.53%。